# 富山県道197号樫尾長川原線
富山県道197号樫尾長川原線（とやまけんどう197ごう かしおなんかわらせん）は富山県富山市内を通る一般県道である。

## 概要

### 路線データ
- 起点：富山県富山市八尾町樫尾定番町（富山県道199号掛畑井田新線・富山県道341号八尾大沢野線交点）
- 終点：富山県富山市長川原漆原（富山県道25号砺波細入線交点）
- 実延長：5,940m

## 沿革
- 1960年（昭和35年）4月23日 - 認定[1]

## 地理

### 通過する自治体
- 富山県富山市

### 接続する道路
- 富山県道199号掛畑井田新線（起点：富山市八尾町樫尾定番町）
- 富山県道341号八尾大沢野線（富山市八尾町樫尾定番町（起点） - 富山市八尾町小長谷新で重複）
- 富山県道25号砺波細入線（終点：富山市長川原漆原）

### 周辺
- 富山市立樫尾小学校
- 黒瀬谷郵便局
- 神三ダム（神通川）
- 春日温泉
- 八尾カントリークラブ